# CS Atletico Arad
CS Atletico Arad este un club de fotbal din Arad, România, care evoluează în Seria A a Ligii a V-a Arad. Pe lângă echipa mare, clubul este renumit pentru grupele de copii și juniori pe care le deține.